# Open-Source-Film
Open-Source-Filme sind Filme, die mit Open-Source-Methoden produziert und veröffentlicht werden. Ihre Quellen sind frei erhältlich und die Lizenzen, die für die Filme und ihre Quellmaterialien verwendet werden, erfüllen die Forderungen der Open Source Initiative (OSI) in Bezug auf die Freiheitsgrade von Open-Source-Werken.

## Definition
Ein Open-Source-Film ist ein Film, der folgenden Bedingungen genügt:
1. Die Lizenz des Filmes ist zugelassen für freie kulturelle Werke. Dies trifft insbesondere auf die Creative-Commons-Lizenzen by und by-sa zu.
2. Die im Film verwendeten Materialien (Quellen) sind auch unter einer Lizenz verfügbar, die für freie kulturelle Werke zugelassen ist.
3. Der Film und seine Quellen sind öffentlich über einen online Download beziehbar oder über andere Wege, die entweder kostenlos sind oder deren Kosten den Reproduktions- und Verbreitungskosten entsprechen.
4. Die Quellen müssen mit Free/Open-Source-Software uneingeschränkt ansehbar und editierbar sein. Ist dies nicht der Fall, so muss gewährleistet sein, dass sie mit Free/Open-Source-Software in solch ein Format konvertiert werden können. Das Gleiche muss auch auf den Film selbst zutreffen.
5. Es sollte möglich sein, den Film mit Hilfe der Quellen zu remontieren oder zu reproduzieren.

Die Definition basiert auf der Definition von Open-Source-Software der Open Source Initiative und der Definition von freien kulturellen Lizenzen. Filme, die diese Kriterien nicht erfüllen, sind entweder nicht Open Source oder nur teilweise Open Source.

## Liste von Open-Source-Filmen
| Name                                           | Typ                               | Veröffentlicht | CC-Lizenz | Sources | Kommentar |
| ---------------------------------------------- | --------------------------------- | -------------- | --------- | ------- | --- |
| Route 66                                       | Road Movie / Gonzo-Dokumentarfilm | 12/2004        | by-sa 3.0 | Link    | Wurde als Deutschlands erster Open-Source-Film bekannt. Im Juli 2009 wurde die Lizenz von by-nc-sa auf by-sa geändert. |
| Elephants Dream                                | Animierter Kurzfilm               | 04/2006        | by 2.5    | Link    | Hergestellt mit Blender                                                                                                |
| Big Buck Bunny                                 | Animierter Kurzfilm               | 08/2008        | by 3.0    | Link    | Hergestellt mit Blender                                                                                                |
| Sintel                                         | Animierter Kurzfilm               | 09/2010        | by 3.0    | Link    | Hergestellt mit Blender                                                                                                |
| Tears of Steel                                 | Kurzfilm mit CGI-Effekten         | 09/2012        | by 3.0    | Link    | CGI-Effekte mit Blender produziert                                                                                     |
| Jathia's Wager                                 | Kurzfilm                          | 02/2009        | by-sa 3.0 | Link    | Sources bestehen lediglich aus Film exklusive Musikspur                                                                |
| Valkaama                                       | Spielfilm                         | 01/2010        | by-sa 3.0 | Link    | Kollaboratives Projekt                                                                                                 |
| Die letzte Droge                               | Spielfilm                         | in Produktion  | by-sa 3.0 | Link    | Produktionsstart: 2005                                                                                                 |
| KEIN NICHTS                                    | Drama / Komödie Teaser            | in Produktion  | by-sa 3.0 | -       | Drehbuch- und Spielfilmexperiment zur Kollaborativen Kreativität.                                                      |
| La Chute d'une Plume (pèse plus que ta pudeur) | Animierter Kurzfilm               | 10/2010        | by-sa 3.0 | Link    | Es wird französisch gesprochen (Englisch Untertitel)                                                                   |